# シンシナティ (防護巡洋艦)
|          |                                                                                    |
| 艦歴     |                                                                                    |
| 発注     |                                                                                    |
| 起工     |                                                                                    |
| 進水     | 1892年11月10日                                                                     |
| 就役     | 1894年6月16日                                                                      |
| 退役     | 1919年4月20日                                                                      |
| その後   | 売却                                                                               |
| 除籍     | 1921年8月4日                                                                       |
| 性能諸元 |                                                                                    |
| 排水量   | 3,183トン                                                                          |
| 全長     | 305 ft 9 in                                                                        |
| 全幅     | 42 ft                                                                              |
| 吃水     | 18 ft                                                                              |
| 機関     |                                                                                    |
| 最大速   | 19ノット                                                                           |
| 乗員     | 士官、兵員312名                                                                    |
| 兵装     | 6インチ砲1門、 5インチ砲10門、 6ポンド砲8門、 1ポンド砲2門、 18インチ魚雷発射管4門 |

シンシナティ (USS Cincinnati, C-7) は、アメリカ海軍の防護巡洋艦。シンシナティ級防護巡洋艦の1番艦。艦名はオハイオ州シンシナティに因む。その名を持つ艦としては2隻目。

## 艦歴
シンシナティはニューヨーク海軍工廠で起工し、1892年11月10日にS・モズビーによって命名、進水、1894年6月16日に艦長H・E・グラス大佐の指揮下就役した。
就役後は東海岸沿いに巡航し、その後カリブ海での任務に就く。キューバ革命の間1895年9月から1896年1月までタンパおよびキーウェストで中立状態での偵察を行う。1896年9月から1897年7月まで地中海東部で活動し、9月に南大西洋ステーションに帰還する。1898年4月、米西戦争が勃発するとシンシナティはキューバのハバナ沖で海上封鎖部隊に加わり、マタンザスへの艦砲射撃を行った。翌月には西インド諸島で偵察を行い、スペイン艦隊のキューバ接近を警戒した。
1898年5月末にシンシナティはオーバーホールのため入渠し、8月に占領任務のためカリブ海に戻る。グアンタナモ湾から運ばれる部隊の警護としてプエルトリコへ向かい、サンフアンからの巡航、クレブラ島の偵察を行い、捕獲したスペインの旗艦、装甲巡洋艦インファンタ・マリア・テレサ (Infanta Maria Teresa) をキューバからノーフォークまで護衛した。インファンタ・マリア・テレサは途中沈没した。11月にサンティアゴで引き揚げ作業に加わった後、シンシナティは北へ向かい、1889年2月14日から1901年12月2日までニューヨーク海軍工廠で予備役となり広範囲な修理が行われた。
1902年5月から1903年1月までシンシナティは、ハイチ、サントドミンゴ、パナマといったカリブ海の政情不安定な国々における、アメリカ人およびアメリカ合衆国の権益保護のため巡航を行い、プレー山で大規模な噴火が発生した後は、マルティニークへの救援を行った。1903年1月から5月まで地中海での巡航を行い、その後スエズ運河を通過し、フィリピンで4年に及ぶアジアステーションでの任務に就く。シンシナティは砲撃訓練、演習を行い、中国、日本および太平洋の島々への親善訪問を行う。また、しばしば朝鮮半島沖での偵察を行った。1907年9月10日にメア・アイランド海軍工廠に帰還し、1907年10月12日に退役した。
1911年3月8日に予備役で再就役したシンシナティは、1911年10月11日に完全就役し、2ヶ月後にアジアステーションに戻り同地で6年に及ぶ任務に就く。1917年12月16日にサンディエゴに帰還した。グアテマラのプエルト・サン・ホセでは大地震後の被災者救援を行い、1918年1月16日にハンプトン・ローズに到着した。
1918年2月1日から1919年3月28日まで大西洋艦隊アメリカン・パトロール分隊の旗艦としてキーウェストからメキシコ湾の偵察任務に従事し、石油供給路の保護を行った後、シンシナティは1919年4月20日にニューオーリンズで退役し、1921年8月4日に売却された。